# Marissa van der Merwe
Marissa van der Merwe (Pretória, 30 de agosto de 1978) é uma ex-ciclista profissional sul-africana
Defendeu as cores da África do Sul participando na prova de estrada individual nos Jogos Olímpicos de Verão de 2008, disputada na cidade de Pequim, China. Terminou na 34ª posição.